# Roy Blakey
Roy Blakey (Estados Unidos, 19 de julio de 1930-23 de agosto de 2024) fue un fotógrafo estadounidense. Influido por George Platt Lynes, se hizo famoso en la década de 1970 por sus fotos de desnudos masculinos, cuando publicó su libro He y colaboró en revistas gais como After Dark. 

## Biografía
Se crio en el estado de Oklahoma. Interesado por la fotografía, aprendió de forma autodidacta y se compró su primera cámara en Alemania, en la década de 1950, cuando estaba en Europa como soldado del ejército norteamericano. Tras viajar por todo el mundo, regresó a Estados Unidos, donde se ganó la vida como patinador (afición que sentía desde niño, cuando quedó fascinado por las películas de Sonja Henie). Estableció su residencia en Nueva York en 1967, donde instaló un estudio donde retrató a celebridades como Shirley MacLaine, Divine o Chita Rivera. 
En 1972 publicó su primera monografía de desnudos masculinos, que tituló He. Debió costearse él mismo el libro porque no encontró editor que quisiera arriesgarse a publicarlo. 
Posteriormente, la carrera de Blakey sufrió cierto apagamiento. Abandonó Nueva York e instaló su estudio en Mineápolis. A finales de la década de 1990 volvió a estar de actualidad, cuando el escritor Reed Massengill reeditó la obra fotográfica de Blakey en el libro Roy Blakey’s 70s male nude.